# Friedrich Carl von Erckert
Friedrich Carl von Erckert (* 17. März 1869 in Berlin; † 7. Februar 1923 in Lanín/Chile) war ein kaiserlich-deutscher Diplomat, Offizier und Jurist. Eingesetzt war er in den Gesandtschaften/Botschaften in Brasilien, Chile, Großbritannien, Guatemala, Italien, Japan und Portugal.

## Leben

Links Friedrich Karl von Erckert, in der Bildmitte Kapitänleutnant Heinrich von Tyszka und rechts eine Anstandsdame von Prinz Heinrichs Frau Irene, April 1914 in Santiago de Chile

Friedrich Carl von Erckert besuchte während seiner Schulausbildung die Silligsche Erziehungsanstalt für Knaben von Vevey in der Schweiz. Das Abitur legte er am 3. September 1887 am Französischen Gymnasium in Berlin ab. Daran im Anschluss nahm er ein Jurastudium an der Berliner Universität auf. Ab 3. April 1888 unterbrach er das Studium kurzzeitig, um seinen Militärdienst bei der preußischen Armee, zu absolvieren. Diesen schloss er im November 1888 mit dem Offiziersexamen ab und wurde daraufhin zum Rittmeister befördert. Am 3. Oktober 1891 erfolgte seine Abkommandierung als Offizier zur Gesandtschaft in Rom. Hier wurde er vermutlich zur Unterstützung des dort tätigen Militärattachés Karl von Engelbrecht (1846–1917) tätig. Mit der Beendigung dieses Einsatzes am 29. April 1893 wurde Erckert dann, ebenfalls als Offizier, auf der deutschen Gesandtschaft in London eingesetzt. Am 29. Mai 1895 beendete er seinen Militärdienst und kehrte nach Deutschland zurück.
In Berlin angekommen legte Friedrich Carl von Erckert die Prüfungen für den diplomatischen Dienst ab und war kurzzeitig im Auswärtigen Amt in der Berliner Wilhelmstraße tätig. Von hier aus erfolgte 1895 sein Einsatz an die deutsche Gesandtschaft in Rio de Janeiro. Geschäftsträger der Gesandtschaft war zu dieser Zeit Friedrich Richard Krauel (1848–1918). Drei Jahre später wechselte er an die Gesandtschaft in Guatemala. Dieser Aufenthalt dauerte nur ein Jahr und es schloss hier eine Tätigkeit ab 1899 auf der Gesandtschaft in Lissabon an. Dieser Einsatz in Portugal endete 1901.

## In Japan
Der nächste Auslandseinsatz führte Friedrich Carl von Erckert nach Japan. Hier trat er am 25. April 1902 eine Tätigkeit als 1. Sekretär der deutschen Gesandtschaft in Tokyo an. Geschäftsträger war zu dieser Zeit Graf Emmerich von Arco-Valley (1852–1909). In den Jahren vor der Jahrhundertwende hatten sich die Beziehungen zwischen Japan und Deutschland sehr gut entwickelt. Auf mehreren Gebieten bestand eine recht intensive Zusammenarbeit. So hatte Deutschland beim Aufbau des Rechtssystems in Japan Unterstützung gegeben. Im Bereich der Industrialisierung, des Aufbaus einer Verarbeitungsindustrie, des effektiven Einsatzes der wissenschaftlichen Erkenntnisse und ingenieur-technischen Errungenschaften waren deutsche Spezialisten über mehrere Jahre in Japan tätig. Aber auch auf dem Gebiet des Bildungswesens, der europäischen Kunst und des Militärwesens waren durch gemeinsame Aktivitäten die Rückstände Japans aus der Zeit seiner Abschottung aufgeholt worden. Zum Zeitpunkt der Ankunft Erckerts in Tokyo befand sich diese Entwicklung noch auf dem Höhepunkt. Aber sie hatte, wie dann in Folge des japanisch-russischen Krieges von 1904/1905 deutlich wurde, ihren Gipfelpunkt überschritten. In den ersten Jahren seiner Tätigkeit in Japan setzte sich Erckert mit den wirtschaftlichen und kulturellen Bedingungen vor Ort auseinander und suchte vor allem den Kontakt zu verschiedenen Bevölkerungsschichten des Landes. Im Ergebnis dessen veröffentlichte er um 1905 einen Artikel zum Thema „Die wirtschaftlichen Verhältnisse des Hokkaido“ in der Zeitschrift der deutschen Gesellschaft für Natur- und Völkerkunde Ostasiens (OAG) Diese Arbeit bezog sich auf die Situation und Bedingungen der nördlichsten Insel Japans. Überhaupt bildete die Deutsche Gesellschaft für Natur- und Völkerkunde Ostasiens (OAG), die bereits zu dieser Zeit an mehreren Hauptorten des Landes Außenstellen unterhielt, eine wichtige Basis für seine Arbeit. Er profitierte von dem Wissen, den Erfahrungen und den Netzwerken der Gesellschaft. Und er war offen für ein vertrauensvolles Verhältnis zwischen den in Japan tätigen Ausländern genauso wie er sich auch bemühte mit den japanischen Menschen, mit denen er durch seine Arbeit in Kontakt kam, ein solches gegenseitiges Geben und Nehmen herzustellen. Im Jahre 1906 wurde der Vorschlag an ihn herangetragen, Vorsitzender der OAG zu werden. Er nahm diesen Vorschlag an und übte dieses Amt bis 1907 aus. Als im März 1906 der Botschafter von Arco-Valley sein Amt in Tokyo aufgab, um wieder nach Deutschland zurückzukehren wurde Erckert am 28. Februar zum Botschaftsrat berufen. Das betraf aber nur eine Übergangszeit, die er als Geschäftsträger fungierte, bis am 22. Mai 1906 Alfons Mumm von Schwarzenstein (1859–1924) dann die Amtsgeschäfte der deutschen Gesandtschaft übernahm. Ein Jahr darauf, im April 1907 beendete Erckert seine Tätigkeit in Tokyo. Als Mitglied und derzeitigen Vorstand wurde er am 23. März 1907 aus Japan feierlich verabschiedet, bevor er die Heimreise antrat.

## In Lateinamerika
Nach Deutschland zurückgekommen wurde Friedrich Carl von Erckert ab 1907 wieder in das Auswärtige Amt eingegliedert. Doch bereits zwei Jahre später erhielt er einen neuen Auftrag für einen Auslandseinsatz. Ab 30. August 1910 wurde er deutscher Gesandter in Santiago de Chile. Er löste in dort Hans Freiherr von und zu Bodmann ab. Diese Aufgabe hatte er bis 1919, also auch über die Zeit des Ersten Weltkrieges, inne. Während des Übergangs in die Weimarer Republik wurden vorübergehend die Diplomaten und Attachés aus den deutschen Missionen nach Deutschland zurückbeordert. Auch Erckert kehrte 1920 nach Berlin zurück. Hier wurde er im Auswärtigen Amt in der Abteilung VI. – zuständig für Spanien, Portugal und die Länder Südamerikas – eingesetzt. Für eine gewisse Übergangszeit wurde deshalb in Santiago Otto Gemprecht kommissarisch für die Leitung der Botschaft tätig. Doch bereits 1921 führte die Reise von Erckert wieder nach Chile zurück. Hier übernahm er wieder die Geschäfte des Botschafters für Deutschland.
Friedrich Carl von Erckert verstarb am 7. Februar 1923 beim Besteigen des Vulkans Lanín an der Grenze zwischen Chile und Argentinien an einem Herzinfarkt.

## Publikation
- „Die wirtschaftlichen Verhältnisse des Hokkaido“, Schriftenreihe der Deutschen Gesellschaft für Natur- und Völkerkunde Ostasiens (OAG), Jahrgang 1904/1906, Band X, Teil 1